# Живий щит (фільм)
Живий щит (англ. The Human Shield) — американський бойовик 1991 року.

## Сюжет
Північний Ірак, 1985 рік. Військовий фахівець Даглас Меттьюс стає свідком жорстокої бійні, яку іракський полковник Алі Даллал учинив в маленькому курдському селі. На згадку про цей день у Алі залишився глибокий шрам на щоці, оскільки полковник, до власного нещастя, побився з Дагласом. Пізніше в серпні 1990 року, коли злість на Меттьюса, яку Алі пестив і плекав у собі, переросла всі межі, і полковник, став до цього часу головним контррозвідником Іраку, порушуючи міжнародні домовленості, прямо в Багдадському аеропорту заарештував Бена Меттьюса, рідного брата свого заклятого ворога, і взяв його як заручника, розраховуючи, що Даглас захоче прийти Бену на допомогу.

## У ролях
- Майкл Дудікофф — Дуг Меттьюс
- Томмі Хінклі — Бен Меттьюс
- Хана Азулай-Хасафрі — Ліла Хадділ
- Стів Інвуд — Алі Даллал
- Урі Гавріел — Танзі
- Еві Кейдар — Сейджер
- Геула Леві — Ненні
- Джил Дагон — Дауд
- Майкл Шілло — Джо Альбало
- Роберто Поллак — Башир
- Альберт Ілуз — водій Даллали
- Джилад Бен-Давід — помічник Даллали
- Ірвінг Каплан — Сід Кромвел
- Нагд Тарабши — охоронець Бена
- Етан Лонднер — охоронець Бена
- Гілат Анкорі — Лаура Меттьюс
- Матті Сері — таксист
- Ісаак Сааді — таксист
- Джилья Штерн — стюардеса
- Еві Коен — спекулянт
- Боні Сью Маркус — репортер
- Джек Едаліст — репортер
- Лінда Харріс — коментатор
- Шоша Горен — бабуся
- Йігал Адіка — господар
- Шмуель Маталон — охоронець КПП
- Майкл Елізар — іракський офіцер
- Офер Шикартсі — паспортний контроль
- Меган Лосон — дитина Лаури
- Еран Менгель — фізіотерапевт